# Agria
Agria (лат.) — род серых мясных мух из подсемейства Paramacronychiinae (Sarcophagidae).

## Описание
Костальный шип не дифференцирован или, по крайней мере, не длиннее соседних костальных щетинок; самец почти голоптический и без проклинатных орбитальных щетинок; коготки самца равны длине 5-го членика. Щупики чёрные или коричневатые; женские терминалии черноватые (у вида Agria mihalyii щупики желтовато-оранжевые, а терминалии красноватые). Неарктика и Палеарктика.
- A. affinis (Fallén, 1817)
- A. cicadina (Kato, 1943)
- A. hikosana (Kurahashi, 1975)
- A. housei Shewell, 1971[7]
- A. mamillata Pandellé, 1896
- A. mihalyii (Rohdendorf & Verves, 1978) (Angiometopa)
- A. monachae (Kramer, 1908)[3]
- A. shinonagai (Kurahashi, 1975)
- A. xiangchengensis Chao & Zhang, 1988